# Кінтанаелес
Кінтанаелес (ісп. Quintanaélez) — муніципалітет в Іспанії, у складі автономної спільноти Кастилія-і-Леон, у провінції Бургос. Населення — 71 особа (2010).
Муніципалітет розташований на відстані близько 250 км на північ від Мадрида, 47 км на північний схід від Бургоса.
На території муніципалітету розташовані такі населені пункти: (дані про населення за 2010 рік)
- Марсільйо: 10 осіб
- Кінтанаелес: 56 осіб
- Кінтанілья-Кабе-Сото: 3 особи
- Сото-де-Буреба: 2 особи

## Демографія
Динаміка населення (INE ):